# Dóra (televíziós sorozat)
A Dóra (eredeti cím: Dora) 2024-től vetített amerikai–kanadai 3D-s számítógépes animációs kalandsorozat, amelyet Chris Gifford és Valerie Walsh Valdes alkotott, a Dóra, a felfedező reboot változata.
Amerikában 2024. április 12-én a Paramount+, míg Magyarországon 2024. március 3-án a Nick Jr. mutatta be.

## Cselekmény
Dóra és majom barátja, Csizi epikus kalandokat élnek át az esőerdőben. Dóra térképének kíséretében Dórának és barátainak csapatként kell együttműködniük, hogy legyőzzék az esőerdő számos akadályát.

## Szereplők

### Főszereplők
| Szereplő        | Eredeti hang             | Magyar hang         | Leírás |
| --------------- | ------------------------ | ------------------- | --- |
| Dóra Márquez    | Diana Zermeño            | Schmidt Karolina    | 7 éves latin kislány. |
| Csizi           | Asher Spence             | Gyetvai Martin      | Dóra legjobb barátja. |
| Swiper          | Marc Weiner              | Czető Roland        | Narancssárga róka, aki ellopja vagy megpróbálja ellopni azokat a kulcsfontosságú tárgyakat, amelyek segítik Dórát és Csizit a kalandjaik során.                        |
| Térkép          | Anairis Quiñones         | Czető-Fritz Éva     | Hasznos beszélő térkép, aki segít Dórának és barátainak abban, hogyan juthatnak el a fő helyükre.                                                                      |
| Hátizsák        | Katarina Sky             | Csifó Dorina        | Dóra beszélő hátizsákja, aki segít Dórának a kalandokban azzal, hogy a magába tartja a szükséges dolgokat.                                                             |
| Morcos Vén Manó | Danny Burstein           | Petridisz Hrisztosz | Sárga lény, aki a híd alatt lakik. Amikor valaki átmegy a hídon (nevezetesen Dóra és Csizi), azt mondja neki, hogy oldjon meg egy rejtvényt, hogy eljusson a céljához. |
| Tico            | Donovan Monzon-Sanders   | Rostás Ábel         | 4 éves spanyolul beszélő mókus. |
| Iza             | Tandi Fomukong           | Andrádi Zsanett     | Egy okos és érett Leguána. |
| Benny           | Quintún Muñoz-Rademacher | Peregrovits Dániel  | Bika, aki egy pajtában él, s a csoport hűséges tagja. |
| Béka            | Danny Burstein           | Rada Bálint         | Ők egy kis lényekből álló trió, akik hangszeren játszanak. |
| Majom           | Danny Burstein           | Baráth István       | Ők egy kis lényekből álló trió, akik hangszeren játszanak. |
| Tatu            | Anairis Quiñones         | Kereki Anna         | Ők egy kis lényekből álló trió, akik hangszeren játszanak. |

### Mellékszereplők
| Szereplő | Eredeti hang         | Magyar hang  | Leírás           |
| -------- | -------------------- | ------------ | ---------------- |
| Mami     | Kathleen Herles      |              | Dóra szülei.     |
| Papi     | Mike Smith Rivera    |              | Dóra szülei.     |
| Abuela   | Maria Canals-Barrera | Makay Andrea | Dóra nagymamája. |

### Magyar változat
- Bemondó: Schmidt Andrea
- Magyar szöveg: Csigás Tünde
- Kreatív munkatárs: Szekeres Katalin
- Zenei rendező, zenei hangmérnök és dalszövegíró: Császár Bíró Szabolcs
- Hangmérnök: Tóth Anna Boglárka
- Vágó:  Baltazár Boldizsár
- Gyártásvezető: Újréti Zsuzsa
- Szinkronrendező: Pupos Tímea
- Produkciós vezető: Koleszár Emőke

A szinkront az Iyuno Hungary készítette.

## Évados áttekintés
| Évad | Évad | Epizódok | Amerikai sugárzás    | Amerikai sugárzás    | Magyar sugárzás      | Magyar sugárzás      |
| Évad | Évad | Epizódok | Évadpremier          | Évadfinálé           | Évadpremier          | Évadfinálé           |
| ---- | ---- | -------- | -------------------- | -------------------- | -------------------- | -------------------- |
|      | 1    | 26       | 2024. április 12.    | 2024. április 12.    | 2024. április 15.    | 2024. szeptember 18. |
|      | 2    | 26       | 2024. szeptember 13. | 2024. szeptember 13. | 2024. szeptember 19. | 2024. december 20.   |
|      | 3    | 26       | 2025. július 2.      | 2025. július 2.      | 2025. július 7.      |                      |

## Epizódok

### 1. évad (2024)
| #   | #   | Eredeti cím                 | Magyar cím                   | Rendezte | Írta                                                    | Eredeti premier   | Magyar premier       |
| --- | --- | --------------------------- | ---------------------------- | -------- | ------------------------------------------------------- | ----------------- | -------------------- |
| 1.  | 1.  | Catch the Quickatoo         | A futadu                     | Don Kim  | Benjamin Weiner                                         | 2024. április 12. | 2024. április 15.    |
| 2.  | 2.  | Lost Lorito                 | Az eltévedt parrot           | Don Kim  | Valerie Walsh Valdes                                    | 2024. április 12. | 2024. április 15.    |
| 3.  | 3.  | Rainbow's Lost Colors       | A színevesztett szivárvány   | Don Kim  | Maggie Diaz Bofill                                      | 2024. április 12. | 2024. április 16.    |
| 4.  | 4.  | Boots' Rubber Band Ball     | Csizi gumilabdája            | Don Kim  | Emma Ramos                                              | 2024. április 12. | 2024. április 16.    |
| 5.  | 5.  | The Alebrije Adventure      | Az Alebrije-kaland           | Don Kim  | Emma Ramos                                              | 2024. április 12. | 2024. április 17.    |
| 6.  | 6.  | Let's Get A Paleta!         | Vegyünk egy popsicle-t!      | Don Kim  | Toby Arguello                                           | 2024. április 12. | 2024. április 17.    |
| 7.  | 7.  | Big Red Chicken Wake Up!    | Nagy Piros Csirke, ébredj!   | Don Kim  | Alejandro Bien-Willner                                  | 2024. április 12. | 2024. április 18.    |
| 8.  | 8.  | The Mystery Gift            | A rejtélyes ajándék          | Don Kim  | Rebeca Delgado                                          | 2024. április 12. | 2024. április 18.    |
| 9.  | 9.  | Friendaversary Adventure    | Barátság-napi kaland         | Don Kim  | Jesenia Ruiz                                            | 2024. április 12. | 2024. április 19.    |
| 10. | 10. | Swiper's Birthday Surprise  | Swiper szülinapi meglepetése | Don Kim  | Toby Arguello                                           | 2024. április 12. | 2024. április 19.    |
| 11. | 11. | The Little Axolotl          | A kis axolotl                | Don Kim  | Rebeca Delgado                                          | 2024. április 12. | 2024. április 22.    |
| 12. | 12. | Bubble Trouble              | Bubi bajok                   | Don Kim  | Sean Gill                                               | 2024. április 12. | 2024. április 22.    |
| 13. | 13. | Rainforest Ritmo            | Dzsungeltempó                | Don Kim  | Alejandro Bien-Willner, Rebeca Delgado és Toby Arguello | 2024. április 12. | 2024. április 5.     |
| 14. | 14. | The Magic Nut               | A bűvös makk                 | Don Kim  | Benjamin Weiner                                         | 2024. április 12. | 2024. április 12.    |
| 15. | 15. | Tiny Dancer                 | Pöttöm táncos                | Don Kim  | Rebeca Delgado                                          | 2024. április 12. | 2024. április 24.    |
| 16. | 16. | The Sleepy Sun              | Az álmos napocska            | Don Kim  | Heidi Lux és Nikki Taguilas                             | 2024. április 12. | 2024. április 24.    |
| 17. | 17. | Tres Leches Trouble         | Tres leches tortúra          | Don Kim  | Heidi Lux és Nikki Taguilas                             | 2024. április 12. | 2024. március 3.     |
| 18. | 18. | Wizzle Wozzle Woo           | A Hiszi-huszi-hú             | Don Kim  | Sean Gill                                               | 2024. április 12. | 2024. március 3.     |
| 19. | 19. | Croc-A-Bye Baby             | Aludj el szépen, kis kroki!  | Don Kim  | Alejandro Bien-Willner                                  | 2024. április 12. | 2024. április 26.    |
| 19. | 19. | Wanna Empanada?             | Az empanadázó                | Don Kim  | Alejandro Bien-Willner                                  | 2024. április 12. | 2024. április 26.    |
| 20. | 20. | If the Boot Fits            | A tökéletes csizma           | Don Kim  | Alejandro Bien-Willner                                  | 2024. április 12. | 2024. április 26.    |
| 20. | 20. | Piñata Party                | Pinyáta parti                | Don Kim  | Alejandro Bien-Willner                                  | 2024. április 12. | 2024. április 26.    |
| 21. | 21. | Tico and Bip Bip's Big Show | Pity-Pity nagy műsora        | Don Kim  | Benjamin Weiner                                         | 2024. április 12. | 2024. szeptember 17. |
| 22. | 22. | Wonky Wishing Wand          | A kajla varázspálca          | Don Kim  | Heidi Lux és Nikki Taguilas                             | 2024. április 12. | 2024. szeptember 17. |
| 23. | 23. | A Guayabera For Tico        | Guayabera Ticónak            | Don Kim  | Maggie Diaz Bofill                                      | 2024. április 12. | 2024. szeptember 18. |
| 24. | 24. | Falling Estrellas           | Hulló starok                 | Don Kim  | Jesenia Ruiz                                            | 2024. április 12. | 2024. szeptember 18. |
| 25. | 25. | Crabby Boots                | A "csizmaház"                | Don Kim  | Sean Gill                                               | 2024. április 12. | 2024. szeptember 16. |
| 26. | 26. | Papi's Picnic Party         | Piknik apuval                | Don Kim  | Rebeca Delgado                                          | 2024. április 12. | 2024. szeptember 16. |

### 2. évad (2024)
| #   | #   | Eredeti cím                 | Magyar cím                     | Rendezte | Írta                        | Eredeti premier      | Magyar premier       |
| --- | --- | --------------------------- | ------------------------------ | -------- | --------------------------- | -------------------- | -------------------- |
| 27. | 1.  | Big Big Boots               | Csizi nagyra nő                | Don Kim  | Sean Gill                   | 2024. szeptember 13. | 2024. szeptember 19. |
| 28. | 2.  | Backpack's Sticky Situation | Hátizsák szorult helyzetben    | Don Kim  | Toby Arguello               | 2024. szeptember 13. | 2024. szeptember 19. |
| 29. | 3.  | A Piñata for Mami           | Pinyáta anyának                | Don Kim  | Alonso Cisneros             | 2024. szeptember 13. | 2024. szeptember 20. |
| 30. | 4.  | Invisi-Swiper               | Nem-lát-Swiper                 | Don Kim  | Jesenia Ruiz                | 2024. szeptember 13. | 2024. szeptember 20. |
| 31. | 5.  | Isa's Royal Garden Party    | Iza királynői kerti partija    | Don Kim  | Toby Arguello               | 2024. szeptember 13. | 2024. szeptember 23. |
| 32. | 6.  | Sammy's Surprise            | Sammy meglepije                | Don Kim  | Benjamin Weiner             | 2024. szeptember 13. | 2024. szeptember 23. |
| 33. | 7.  | The Floor is Guava          | Guava-folyás                   | Don Kim  | Sean Gill                   | 2024. szeptember 13. | 2024. szeptember 24. |
| 34. | 8.  | We Are the Grumpies         | Mi vagyunk a Morcik            | Don Kim  | Emma Ramos                  | 2024. szeptember 13. | 2024. szeptember 24. |
| 35. | 9.  | Crabby Wedding              | Házas-rák                      | Don Kim  | Megan Gonzalez              | 2024. szeptember 13. | 2024. szeptember 25. |
| 36. | 10. | The Cloud Kingdom           | A Felhővár                     | Don Kim  | Roxana Altamirano           | 2024. szeptember 13. | 2024. szeptember 25. |
| 37. | 11. | Partly Claudia              | Felhőcskés ég                  | Don Kim  | Toby Arguello               | 2024. szeptember 13. | 2024. szeptember 26. |
| 38. | 12. | Ranita's Magic Stripes      | Froggy bűvös csíkjai           | Don Kim  | Jesenia Ruiz                | 2024. szeptember 13. | 2024. szeptember 27. |
| 39. | 13. | Troll Jelly                 | Manólekvár                     | Don Kim  | Sean Gill                   | 2024. szeptember 13. | 2024. december 9.    |
| 40. | 14. | Catch That Kitty!           | Cicafogócska                   | Don Kim  | Heidi Lux és Nikki Taguilas | 2024. szeptember 13. | 2024. december 9.    |
| 41. | 15. | Adventures in Plantsitting  | Két növényszitter kalandjai    | Don Kim  | Talia Rothenberg            | 2024. szeptember 13. | 2024. december 10.   |
| 42. | 16. | Andrea the Alebrije         | Andrea, az alebrije            | Don Kim  | Megan Gonzalez              | 2024. szeptember 13. | 2024. december 10.   |
| 43. | 17. | Rainforest Race             | Dzsungel Derbi                 | Don Kim  | Roxana Altamirano           | 2024. szeptember 13. | 2024. december 11.   |
| 44. | 18. | Bok Bok Birthday            | Szárnyas szülinap              | Don Kim  | Sindy Boveda Spackman       | 2024. szeptember 13. | 2024. december 11.   |
| 45. | 19. | Too Many Swipers            | Túl sok Swiper                 | Don Kim  | Sean Gill                   | 2024. szeptember 13. | 2024. december 12.   |
| 46. | 20. | Bateo's Home Run            | Denito hazafutása              | Don Kim  | Toby Arguello               | 2024. szeptember 13. | 2024. december 12.   |
| 47. | 21. | The Great Abuela Cook-Off   | Nagyik főzőversenye            | Don Kim  | Heidi Lux & Nikki Taguilas  | 2024. szeptember 13. | 2024. december 13.   |
| 48. | 22. | Missing Map                 | Eltűnt Térkép                  | Don Kim  | Megan Gonzalez              | 2024. szeptember 13. | 2024. december 16.   |
| 49. | 23. | Tongue Twisted Roll         | Megnémult Manó                 | Don Kim  | Roxana Altamirano           | 2024. szeptember 13. | 2024. december 17.   |
| 50. | 24. | Chompy and the Cloud Flower | Hami és a Felhővirág           | Don Kim  | Jesenia Ruiz                | 2024. szeptember 13. | 2024. december 18.   |
| 51. | 25. | Tío Tesoro's Treasure Hunt  | Uncle Treasure kincses térképe | Don Kim  | Danny Warren                | 2024. szeptember 13. | 2024. december 19.   |
| 52. | 26. | The Great Key Mystery       | A kulcs nagy rejtélye          | Don Kim  | Sindy Boveda Spackman       | 2024. szeptember 13. | 2024. december 20.   |

### 3. évad (2025)
| #   | #   | Eredeti cím                  | Magyar cím                 | Rendezte | Írta                   | Eredeti premier | Magyar premier       |
| --- | --- | ---------------------------- | -------------------------- | -------- | ---------------------- | --------------- | -------------------- |
| 53. | 1.  | Ratoncito Perez              | Ratocinto Perez            | Don Kim  | Jesenia Ruiz           | 2025. július 2. | 2025. július 7.      |
| 54. | 2.  | The Berry Hungry Caterpillar | A bogyóra vágyó hernyó     | Don Kim  | Megan Gonzalez         | 2025. július 2. | 2025. július 8.      |
| 55. | 3.  | Unicornasaurus               | Egyszarvaszaurusz          | Don Kim  | Toby Arguello          | 2025. július 2. | 2025. július 9.      |
| 56. | 4.  | The Grumple Games            | A Morcilimpia              | Don Kim  | Sean Gill              | 2025. július 2. | 2025. július 10.     |
| 57. | 5.  | Little Dora's Big Adventure  | A kis Dóra nagy kalandja   | Don Kim  | Sindy Bodeva Spackman  | 2025. július 2. | 2025. július 11.     |
| 58. | 6.  | Bye Bye Balloon              | Légy jó, léghajó!          | Don Kim  | Jesenia Ruiz           | 2025. július 2. | 2025. július 14.     |
| 59. | 5.  | Singin' in the Tub           | Ének a kádban              | Don Kim  | Danny Warren           | 2025. július 2. | 2025. július 15.     |
| 60. | 8.  | Show and Share               | Kiselőadás                 | Don Kim  | Alejandro Bien-Willner | 2025. július 2. | 2025. július 16.     |
| 61. | 9.  | Dora's Birthday Surprise     | Dóra szülinapi meglepetése | Don Kim  | Sean Gill              | 2025. július 2. | 2025. július 17.     |
| 62. | 10. | Moonlight Fiesta             | Holdfény party             | Don Kim  | Toby Arguello          | 2025. július 2. | 2025. július 18.     |
| 63. | 11. | Halloween's Been Swiped      |                            | Don Kim  | Jesenia Ruiz           | 2025. július 2. |                      |
| 64. | 12. | The Pumpkin Party Mystery    |                            | Don Kim  | Megan Gonzalez         | 2025. július 2. |                      |
| 65. | 13. | Learning to Fly              | Hogyan repüljünk?          | Don Kim  | Roxana Altamirano      | 2025. július 2. | 2025. szeptember 1.  |
| 66. | 14. | Queen Swiper                 | Swiper királynő            | Don Kim  | Sindy Bodeva Spackman  | 2025. július 2. | 2025. szeptember 1.  |
| 67. | 15. | The Bunny Boyz               | A NyusziFiúk               | Don Kim  | Sean Gill              | 2025. július 2. | 2025. szeptember 2.  |
| 68. | 16. | Dancing Osito                | Táncos Little Bear         | Don Kim  | Jana Petrosini         | 2025. július 2. | 2025. szeptember 2.  |
| 69. | 17. | A Dog for Dora               | Dóra és a kutya            | Don Kim  | Jesenia Ruiz           | 2025. július 2. | 2025. szeptember 3.  |
| 70. | 18. | Super Pozole                 | Egy jó kis pozole          | Don Kim  | Angela Sanchez         | 2025. július 2. | 2025. szeptember 4.  |
| 71. | 19. | Dora Saves Christmas         |                            | Don Kim  | Megan Gonzalez         | 2025. július 2. | 2025. szeptember 3.  |
| 72. | 20. | Return to Snowy Mountain     |                            | Don Kim  | Sean Gill              | 2025. július 2. | 2025. szeptember 3.  |
| 73. | 21. | Dora's Song for Papi         |                            | Don Kim  | Holly Gregory          | 2025. július 2. | 2025. szeptember 5.  |
| 74. | 22. | Pirate Piggies               |                            | Don Kim  | Toby Arguello          | 2025. július 2. | 2025. szeptember 8.  |
| 75. | 23. | Abuela's Quinceañera         |                            | Don Kim  | Maggy Torres-Rodriguez | 2025. július 2. | 2025. szeptember 9.  |
| 76. | 24. | Story Time                   |                            | Don Kim  | Alejandro Bien-Willner | 2025. július 2. | 2025. szeptember 10. |
| 77. | 25. | Run Cynthia Run              |                            | Don Kim  | Jesenia Ruiz           | 2025. július 2. | 2025. szeptember 11. |
| 78. | 26. | Dora In Space                |                            | Don Kim  | Megan Gonzalez         | 2025. július 2. | 2025. szeptember 12. |

## A sorozat készítése
A sorozat újraindítását Brian Robbins jelentette be és 2021-ben a ViacomCBS Investors Day rendezvényén. A sorozatot a Paramount+ rendelte meg, amelyet eredetileg 2023-ban mutattak volna be, de 2024-ben tovább tolták.
A párbeszédet a burbanki székhelyű Atlas Oceanic Sound and Picture és a New York-i székhelyű Hyperbolic Audio rögzítette. A sorozat a Nickelodeon Animation Studio és a Pipeline Studios koprodukciója volt.
A sorozat vezető producere Rich Magallanes, Chris Gifford és Valerie Walsh Valdes, míg Henry Lenardin-Madden társ-ügyvezetőként, Alejandro Bien-Willner pedig a sorozat szerkesztőjeként szolgál. Marielle Kaar a sorozat gyártásáért felelős ügyvezetőként is szolgál.

## Fordítás
Ez a szócikk részben vagy egészben  a   Dora (TV series) című angol Wikipédia-szócikk fordításán alapul.  Az eredeti cikk szerkesztőit annak laptörténete sorolja fel. Ez a jelzés csupán a megfogalmazás eredetét és a szerzői jogokat jelzi, nem szolgál a cikkben szereplő információk forrásmegjelöléseként.